# Мекленбург (крепость)
Мекленбург (древнесакс. Mikilinborg, ср.-ниж.-нем. Mekelenborch, ср.-выс.-нем. Michelinburg; «большой замок») — главная резиденция ободритского княжеского рода Наконидов в X и XI веках. Городище несохранившейся крепости находится на территории нынешнего муниципалитета Дорф-Мекленбург к югу от Висмара. Предполагается, что первоначальное славянское название крепости — Велиград. Это дало романтическое название замку Вилиград (конец XIX века), расположенному в 11 километрах к югу.

## Описание
Объект занимал площадь 23 196 м², наибольшая внешняя длина составляла 234 м, наибольшая внешняя ширина 185 м и максимальная высота 12,75 м. Защищённое внутреннее пространство замкового комплекса было эллипсовидной формы и насчитывало около 1,4 га. Выделяют семь этапов строительства, обозначенных буквами от A до G. Данные дендрограммы, доступные для фазы C, датируются периодом 929–945 годами.

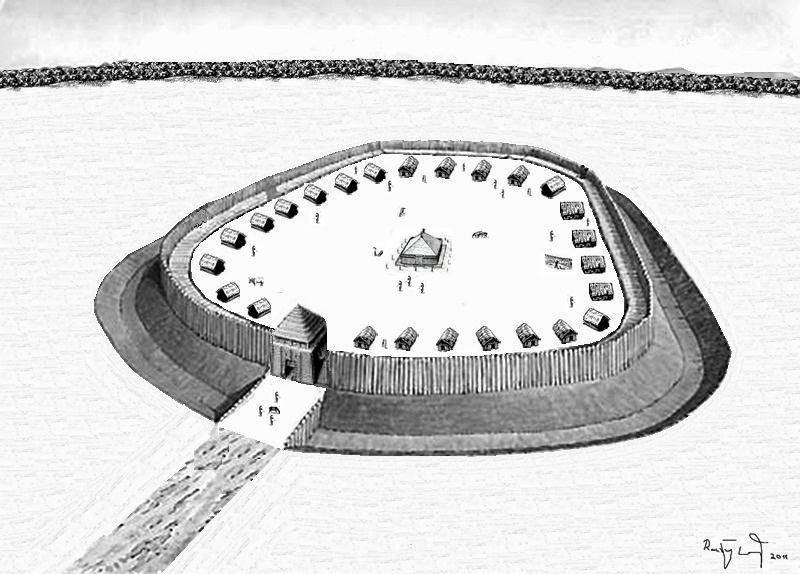
Графическая реконструкция

Первые два этапа строительства A и B лишь немнозначительно старше, поэтому строительство до первой половины X века можно исключить. Раннеславянская керамика суковского типа полностью отсутствует. Керамические находки из слоёв за стеной замка можно отнести к типу Фельдберг. Согласно научным расчётам, возведение первой стены фазы А в коробчатой конструкции из дубовых досок и забивных свай потребовало перемещения 25 000 м³ земляной массы и заготовки 9400 м³ древесины.

## История
Первые крепости в районе Висмарcкой бухты упоминаются в «Анналах королевства франков» под 808 годом. После этого датский принц Гёттрик захватил ряд ободритских крепостей, но понёс тяжёлые потери во время осады одной из крупных крепостей и был вынужден отступить. Долгое время предполагалось, что этой осаждённой крепостью был Мекленбург, однако на основании имеющихся дендрохронологических данных X века в настоящее время это всё чаще подвергается сомнению.
С X века крепость упоминается в письменных источниках как резиденция ободритских князей. Еврейско-андалузский путешественник Ибрагим ибн Якуб в 965 году назвал её крепостью Накона. Она являлась главной резиденцией князей Накона, Мстивоя II и Мстислава. В конце X века в крепости или рядом с ней находилась церковь, посвящённая апостолу Петру, а также прилегающий к ней женский монастырь, настоятельницей которого была ободритская княжна Годица. С 991/992 года Мекленбург также фактически выполнял функции епископства славянской епархии Гамбурга: здесь проживали мекленбургский епископ Рейнберт (991/92–1013/14) и его преемник Бернхард (1013/14–1023) . 
Король Оттон III упоминал в латиноязычном документе от 10 сентября 995 года впервые название Михеленбург. Славянское название крепости неизвестно. Возможно, это было Велиград. В этом случае немецкое название Микеленбург являлось бы прямым переводом. Со временем название Микеленбург изменилось на Мекленбург. В XI веке Мекленбург вновь стал резиденцией наконидского князя Готшалка. Впоследствии крепость утратила своё значение как центральный пункт ободритов. Во время карательной экспедиции Генриха Льва против его вассала Никлота в 1160 году Мекленбург был подожжён. Затем саксонский герцог сделал из него опорный пункт под предводительством Генриха Шатена, но в 1164 году её отвоевал сын Никлота Прибислав II и саксы отступили.

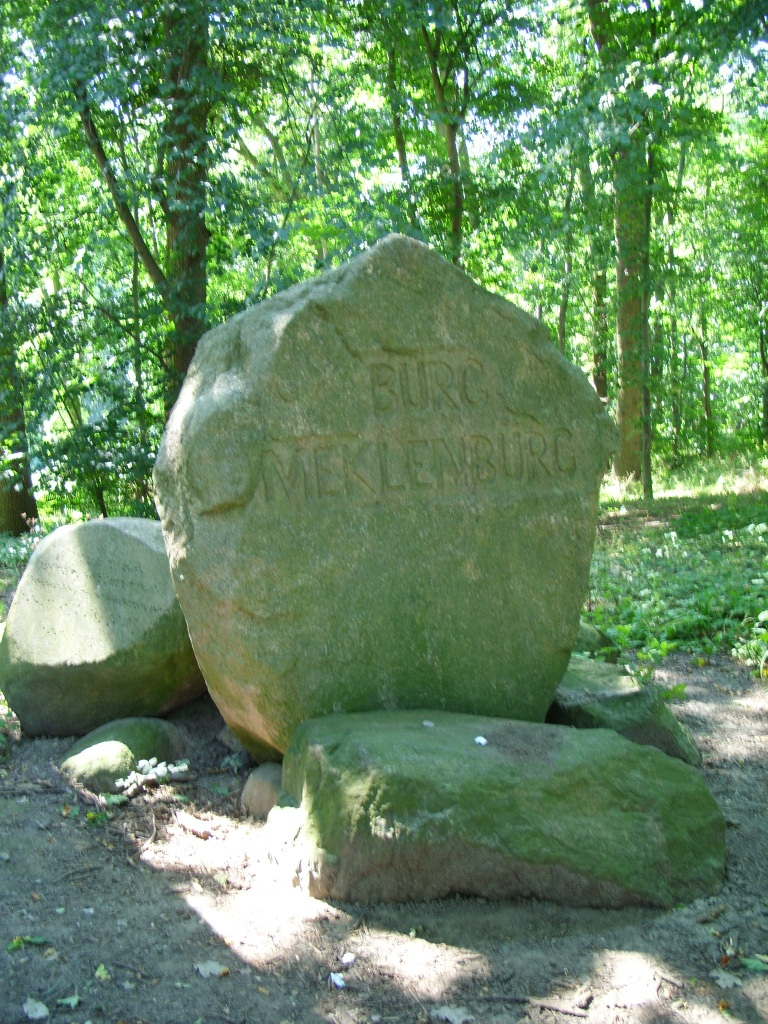
Памятный камень на валу

Впоследствии крепость была перестроена Никлотингами (Мекленбургским домом). Однако в 1256 году Иоганн I Мекленбургский приказал снести крепость, чтобы использовать её материал для строительства дворца в процветающем в то время городе Висмаре. После того как в 1277 году во время заточения Генриха Пилигрима крепость была восстановлена для мекленбургских князей и правителей Верле, которые отсюда совершали свои набеги, она была разрушена 45 лет спустя, на сей раз окончательно. Из предградья возник в середине XIV века Дорф-Мекленбург («Мекленбургская деревня»). После очистки от камней вал использовался фермерами в сельскохозяйственных целях. В 1856 году на городище посадили дубы, а в 1870 году в пределах валов, насчитывающих до 7 м в высоту, было основано сельское кладбище. Сегодня название улицы — Ам Бургвалль — напоминает о крепости.

## Раскопки
Первые раскопки и исследования на этом месте проводил в 1839—1841 годах Фридрих Лиш. В 1854 году указом великого герцога вал был объявлен археологическим памятником. Дальнейшие обширные раскопки на участке длиной 52 м на южном валу и на площади 1175 м² перед крепостью имели место в 1967–1971 годах под руководством Петера Доната из Академии наук ГДР .